# Prikubanski (Adiguèsia)
|  | Per a altres significats, vegeu «Prikubanski». |

Prikubanski - Прикубанский (rus) és un possiólok, un poble, de la República d'Adiguèsia, a Rússia. Es troba a 5 km al nord de Takhtamukai i a 93 km al nord-oest de Maikop, la capital de la república.
Pertany al municipi de Takhtamukai.